# 2012年12月香港
- 12月4日：九龍觀塘偉業街208至210號發生火警，火勢於3時半被救熄。[1]
- 12月5日：通訊事務管理局裁定亞洲電視節目《ATV焦點》違反內容守則，向其發出警告。[2]
- 12月6日：蘋果日報引述維基解密披露的美國外交文件，指中央政策組首席顧問多次向美國大使披露香港政治內幕。[3]
- 12月6日：赤鱲角機場發生嚴重車禍，一架龍運巴士從後撞向國泰航空員工接送巴士，造成23人受傷。[4]
- 12月7日：在立法會財委會主席張宇人與政府配合下，長者生活津貼方案的招聘人手撥款獲財委會通過，列入2013年財政年度預算案，「變相」通過長者生活津貼方案。長者生活津貼實際撥款，仍有待2013年1月財政預算案通過。[5]
- 12月9日：曾去信要求行政長官董建華准許安樂死的「斌仔」鄧紹斌去世。[5]
- 12月10日：梁振英出席立法會舉行有關梁振英大宅僭建風波的答問會，否認自己有所隱瞞。[6]
- 12月11日：香港浸會大學委任的獨立調查委員會，完成對《香港藍皮書：香港發展報告2012》是否有違學術原則之調查，認為主編薛鳳旋發表失實陳述，是為學術不當，即時停止其當代中國研究所所長職務，並在約滿後不再續約。薛鳳旋於浸會大學地理系的教職仍予保留，待校方完成紀律調查後再作定奪；當代中國研究所所長一職，則由浸會大學歷史系前系主任周佳榮暫為代任。浸會大學在稍後指令出版社回收《香港藍皮書》，而香港各公共圖書館之書籍亦相繼下架。[7]
- 12月12日: 香港城市大學一名一年級宿生因一時無知和貪玩，將貓黐在床背上，並將相片貼上facebook，事後該宿生被網民起底。事件曝光後，該宿生於舍監陪同下一同往警署自首，警方以「殘酷對待動物」罪將其拘捕扣查。由於事件性質嚴重，城大校方已即時停止該生在宿舍居住，為期四周，並啟動紀律程序跟進。[8]
- 12月13日：
  - 橫頭磡邨宏頌樓18樓劫殺案
  - 永興油行被揭發向尚賓樓、龍寶酒家、裕滿人家、豚肉飯專門店、囍雲天、嘉豪酒家（三間）、坤記麵廠、旺記飯店、鰂魚涌華威酒家、香港仔權發飯店、囍慶藝廚酒家提供地溝油[9][10]。
  - 港鐵推出車資優惠，同日第二次車程可以九折乘搭，在12月31日起實施，直至2013年6月30日。[11]
  - 律政司司長袁國強證實曾向終審法院提交書面陳述，建議終審法院考慮向全國人大提出解釋基本法，以推翻莊豐源案終審法院對該案籌委會報告的意見，從而解決雙非問題。[12]
- 12月16日：民主黨領導層改選，由劉慧卿擔任主席。[13]
- 12月17日：立法會事務委員會原定討論有關梁振英之僭建問題，但因出席人數不足而流會。[14]
- 12月17日：通訊管理局指數碼廣播電台停播近月，違反牌照規則，決定吊銷其牌照30日。[15]
- 12月19日：監警會就李克強訪港期間香港警察的保安安排發表最終調查報告，指警方高層指揮官指令不明，但受處分的12名警員多為前線人員。監警會同時指未有證據顯示警方執法有政治目的。[16]
- 12月19日：第十二屆港區人大選舉結束，1,488名選委投票選出36名人大委員。[17]
- 12月21日：梁振英到北京述職。[18]
- 12月21日：
  - 劉江華獲委任為政制及內地事務局副局長，辭去沙田區議員一職。[19]
  - 黃楚標計劃回購鄭經翰及何國輝持有的數碼廣播電台股份，恢復注資。[20]

```
*12月26日：柴灣
漁灣邨
漁安樓4樓命案
```

- 12月29日：噴射飛航一艘載着185人由澳門出發來港的噴射船「鐵星號」，在濃霧中偏離原有航道，啟航12分鐘後猛撞海中浮標失去動力，釀成27名乘客包括9名港人受傷。[21]
- 12月30日：愛護香港力量發起挺梁治港保民生大遊行，愛港力聲稱有5萬人參加，警方統計數字卻只有2,600人，其中惹人關注的是now新聞台記者被遊行人士當眾施襲，而愛港力方面不承認有關之責任。同日，亦有持龍獅旗之遊行者出現，與愛港力之遊行人士一度發生口角[22][23][24][25]。
- 12月31日：港鐵公司因應2012年6月港鐵加價所惹起的爭議，而推出車費優惠計劃－即日第二程九折優惠，並計劃於2013年6月30日結束。優惠期內，乘客乘坐港鐵（重鐵路線，機場快綫及東鐵綫頭等除外）、輕鐵或港鐵巴士，每第二程即獲九折優惠。